# Сланинијада
Сланинијада је једна од највећих привредно туристичких манифестација у Србији.
Одржава се током фебруара сваке године у Качареву.

## Историјат
У сеоској кафани, 1988. године, стално друштво је започело расправу о свињокољу, припреми разних специјалитета, сушењу и прављењу добре сланине. Свако за столом је тврдио да управо он прави најбољу, најукуснију, најдебљу сланину због чега је одмах организовао такмичење са дегустацијом. Том приликом је одржана прва локална Сланинијада, уз проглашење победника, честитање и здравицу. Како би проверили како други у Србији и иностранству праве сланину, са циљем да се такмиче са њима и поделиле рецепте, за две недеље су Качаревци организовали прву Сланинијаду, са балом, 16. јануара 1988. Изложена су четрдесет и два узорка сланине, а наградни фонд је износио 100.000 тадашњих динара.
Данас се Сланинијада и даље одржава. Пратеће манифестације су њен својеврсни заштитни знак. Сваке године се организују ликове изложбе, радионице за децу, концерти, спортска надметања у традиционалним народним вештинама, дегустације старих и заборављених јела, ручни радови, свињокољ уживо, скулптуре израђене од табли сланине и народне забаве. Такмичење обухвата следеће категорије: Најбоља домаћа сланина – 2025. победник Драгомир Ћасић, Најбоља сланина од мангулице – 2025. победник Небојша Томић, Најдебља сланина – 2025. победник Душан Кондић, Најдужа сланина – 2025. победник Јован Павловић, Индустријска сланина – 2025. победник Бурјан, Инострана сланина – 2025. победник Дамјан Гавриловски и Занатска сланина – 2025. године победник Милета Тодорић. Поред прављења сланине, такмичење се одвија и у кувању сланинарског паприкаша „Златни котлић”.
Истовремено се током целе Сланинијаде одржава Сајам сланине, меса и месних прерађевина и приказује топљење сланине под називом „Златни чварак”. Туристички клуб „Сланинијада” Качарево, организатор манифестације, има за циљ да Сланинијадом подигне комерцијални ефекат општине Панчево. Свакодневно доприносе подизању и поспешивању производње и това свиња у индивидуалном сектору, квалитету производа од меса, пре свега сланине, и развоју сеоског туризма.